# Vater komm erzähl vom krieg
vater komm erzähl vom krieg ist ein Gedicht des österreichischen Lyrikers Ernst Jandl, das am 31. Oktober 1966 entstand. Im Folgejahr wurde es im Rahmen einer Anthologie unter dem Titel Thema Frieden veröffentlicht. 1973 nahm Jandl vater komm erzähl vom krieg in seine Gedichtsammlung dingfest auf. In sechs gleich einsetzenden Zeilen fordert ein Kind seinen Vater auf, vom Krieg zu berichten. Am Ende stellt sich heraus, dass der Vater im Krieg gefallen ist. Die Absurdität dieser Situation drückt laut Jandl die Absurdität des Krieges aus.

## Inhalt und Form
Ernst Jandl

vater komm erzähl vom krieg

Link zum Volltext des Gedichts

(Bitte Urheberrechte beachten)
Ein Kind fordert seinen Vater auf, vom Krieg zu erzählen. Der Vater solle berichten, wie er in den Krieg eingerückt sei, wie er geschossen habe, wie er verwundet worden sei, schließlich wie er gefallen sei. Das Gedicht endet mit der erneuten Aufforderung des Kindes, der Vater solle vom Krieg erzählen.
vater komm erzähl vom krieg umfasst sechs Zeilen und insgesamt fünfunddreißig Wörter, die allerdings nur aus dreizehn unterschiedlichen Wörtern bestehen. Laut Magda Motté bildet es einen visuellen „Block“, in dem jede Zeile mit den Worten „vater komm erzähl“ beginnt. Das Thema „vater komm erzähl vom krieg“ wird in der ersten Zeile umrissen und am Ende in einer Art Kehrreim wiederholt, der das Gedicht einrahmt, aber auch eine Wiederholung des Erzählvorgangs ad infinitum nahegelegt. Die vier Binnenzeilen spielen das Thema „Mensch im Krieg“ in unterschiedlichen Verben durch und stehen mit einer Ausnahme im Perfekt des Aktivs.
In der Metrik des Gedichts herrscht laut Ulrich Weinzierl „der militärische Gleichmarsch der Trochäen“, der allerdings im Moment der Verwundung ins Stolpern gerät: „vater komm erzähl wiest verwundt worden bist“. Die immergleichen Formulierungen verstärken die Intensität des Gedichts, die österreichische Umgangssprache schaffe die Atmosphäre einer Familienszene. Jandl sprach in seinen Frankfurter Poetik-Vorlesungen von einer stereotypen Anrede und sprachlicher „Ungelenkigkeit durchwegs“, die sich in dialektnahen Kontraktionen von Wörtern sowie im Auslassen von Vokalen in tonschwachen Silben zeige.

## Interpretation

### Das Kind als Sprachrohr
Das Alter des Sprechers legte Jandl aufgrund der demonstrierten Beharrlichkeit, der immergleichen Satzanfänge und Sprachschwächen als „zwischen fünf und acht“ Jahren fest. Magda Motté nennt vater komm erzähl vom krieg ein „Kindergedicht für Eltern“: „das Kind dient als Sprachrohr, um dem Erwachsenen das Widersinnige des Krieges zu Bewußtsein zu bringen.“ Während die kindliche Bettelei die „Geschichte vom Krieg“ in den Reich von Kindergeschichten und Märchen rücke, bestehe die Groteske des Gedichts darin, dass es gerade nicht um eine erfundene Geschichte gehe, sondern um die Wirklichkeit, und dass deren Bericht von dem tatsächlich Toten verlangt werde.
Die Rolle des Kindes ist nach Motté dabei diejenige eines Provokators: seine Naivität und Neugier enthülle dem erwachsenen Leser die Vernichtungsmaschinerie des Krieges. Gleichzeitig entlarve sie aber auch hinter der vermeintlichen Unschuld des Kindes eine Rohheit und Lüsternheit, wieder und wieder vom schrecklichen Geschehen zu hören, die sich auch in grausamen Kinderspielen zum Thema Tod und Krieg zeige: „Es bleibt im Leser die Frage zurück, ob Kinder aus den Erfahrungen ihrer Eltern je etwas lernen.“

### Die Absurdität des Krieges
Die vorletzte Zeile des Gedichts „vater komm erzähl wiest gfallen bist“ nannte Jandl „absurd, aber absurd wie der Krieg, nicht auf irgendeine andere Weise absurd.“ Ralf Schnell führt aus, dass das Gedicht „nicht einer abstrakten, womöglich philosophisch bestimmten Absurdität“ Ausdruck verleihe. Jandls Gedichte „weisen nicht über sich hinaus, wie dies Symbole, Metaphern und Bilder einer traditionellen Poetik beanspruchen.“
Ulrich Weinzierl macht in den sechs Zeilen des Gedichts ein ganzes Soldatenleben aus, angefangen vom heroischen Einrücken und Schießen bis zum erbärmlichen Ende durch Verwundung und Tod. Er stellt vater komm erzähl vom krieg einem anderen Kriegsgedicht Jandls – „naturgemäß ein Antikriegsgedicht“ – gegenüber: schtzngrmm. Während dieses auf die literarische Tradition von Expressionismus und Dadaismus verweise, sieht Weinzierl vater komm erzähl vom krieg in seiner Strenge, Schlichtheit und Lakonie sowie seiner Funktion als Lehrgedicht in der Nähe Bertolt Brechts. Dabei werde die Botschaft des Gedichts durch seine Form transportiert. Die naiven Fragen verstricken sich in ihrem eigenen Widerspruch: „Die Logik des gemütlichen Sprechens vom Krieg ist genauso absurd wie der Krieg selbst.“
Für Karl Müller thematisiert Jandl in vater komm erzähl vom krieg „das Schweigen der Vätergeneration“, das aus unverarbeiteten Erinnerungen und uneingestandener Schuld resultiere. Dem Schweigen der Väter gegenüber stehe der ungestillte und bohrende Wissensdrang einer Generation von Söhnen und Töchtern, „deren Phantasien sogar ins Absurde reichen.“ Rudolf Drux sieht in vater komm erzähl vom krieg die Kommunikation über den Krieg ad absurdum geführt: „In seiner letzten, tödlichen Konsequenz ist der Krieg nämlich nicht vermittelbar“.

## Veröffentlichung und Rezeption
vater komm erzähl vom krieg entstand am 31. Oktober 1966. Jandl reichte es zu einem Preisausschreiben des Jugenddienst-Verlages ein, bei dem es den Preis für das beste Friedensgedicht in Höhe von 200 DM gewann. Die Preisträger veröffentlichte der Peter Hammer Verlag 1967 in der Anthologie Thema Frieden. 1973 nahm Jandl vater komm erzähl vom krieg in seine Gedichtsammlung dingfest auf, die im Luchterhand Literaturverlag erschien. Laut Hermann Korte gehört vater komm erzähl vom krieg zu den zehn am häufigsten in Schulbüchern und Lehrmaterialien abgedruckten Gedichten Jandls.
In der Mundartbeilage der Neuen Banater Zeitung erschien am 3. November 1984 eine Kontrafaktur von vater komm erzähl vom krieg durch den deutsch-rumänischen Dialektdichter Josef Hornyacsek in Banater Mundart: Grossvater, verzähl vum Kriech. Jandl kommentierte die „Interpolation einer weiteren Generation“ des angesprochenen Kriegstoten: „Es ist ein Glück, wenn in Europa den Bedürfnissen eines heute Zehnjährigen nur durch die Umwandlung eines Vaters in einen Großvater entsprochen werden kann.“
Jandls Befund, dass somit die Zeit über sein Gedicht hinweggeschritten sei, widersprach Ulrich Weinzierl allerdings: „Die neue alte Weise vater komm erzähl vom krieg hat Bestand. Sie klingt genial einfach und bleibt darum einfach genial.“

## Ausgaben
- Ulf Miehe (Hrsg.): Thema Frieden. Hammer, Wuppertal 1967, S. 120.
- Ernst Jandl: dingfest. Luchterhand, Darmstadt 1973, ISBN 3-472-61121-9, S. 178.